# كاميرا ذات الثقب

مبادئ الكاميرا ذات الثقب، حيث تمر أشعة الضوء من الأشياء عبر ثقب صغير لتتشل الصورة.

 الكاميرا ذات الثقب  هي كاميرا بسيطة دون عدسة ذات ثقب واحد صغير. عندما يمر الضوء من هذا الثقب، تنعكس صورة مقلوبة على الجانب الآخر من المقابل للثقب. تعمل العين البشرية في الضوء الساطع بنفس الطريقة، كما تفعل الكاميرات ذات الثقوب الصغيرة.
حتى حد معيّن، كلما كان الثقب أصغر، كانت الصورة أكثر تحديدًا، ولكنها تكون باهتة أكثر. قياسيًا، يجب أن يكون حجم الثقب 1 / 100 أو أقل من المسافة بينه وبين الصورة المنعكسة.
مزلاج الكاميرا ذات الثقب عادةً ما يعمل يدويًا لأن زمن تعرض الصورة طويل، ويتكون المزلاج من مادة غير منفذة للضوء لفتح وغلق الثقب. زمن التعرض يتراوح بين 5 ثواني إلى ساعات وأيام أو أشهر في بعض الأحيان. أكثر استخدامات الكاميرا ذات الثقب شيوعًا هو التقاط صور لحركة الشمس على فترات طويلة من الزمن، ويسمى هذا النوع من التصوير «التصوير الشمسي» (بالإنجليزية: Solargraphy)‏.
تستقبل الصورة على شاشة شفافة (خاصة لمراقبة كسوف الشمس)، أو على فيلم فوتوغرافي أو جهاز مزدوج الشحنة. وغالبًا ما تستخدم النوع الأخير من الكاميرات ذات الثقب في المراقبة لصعوبة اكتشافها.

## وصلات خارجية
- Pinhole Photography by Vladimir Zivkovic
- Worldwide Pinhole Photography Day website
- An easy way to convert a DSLR to a pinhole camera
- Pinhole Photography and Camera Design Calculators
- Illustrated history of cinematography
- How to Make and Use a Pinhole Camera